# La Maddalena
La Maddalena – miejscowość i gmina we Włoszech, w regionie Sardynia, w prowincji Sassari. Miejscowość leży na wyspie Maddalena, zaś gmina obejmuje wszystkie wyspy archipelagu Arcipelago della Maddalena.
Według danych na rok 2019 gminę zamieszkuje 10 874 osób, 209 os./km².
| Rok  | Liczba mieszkańców |
| 1861 | 1901               |
| 1881 | 1895               |
| 1901 | 8033               |
| 1931 | 12330              |
| 1936 | 10968              |
| 1951 | 10370              |
| 1971 | 10724              |